# Hệ thống ống nước

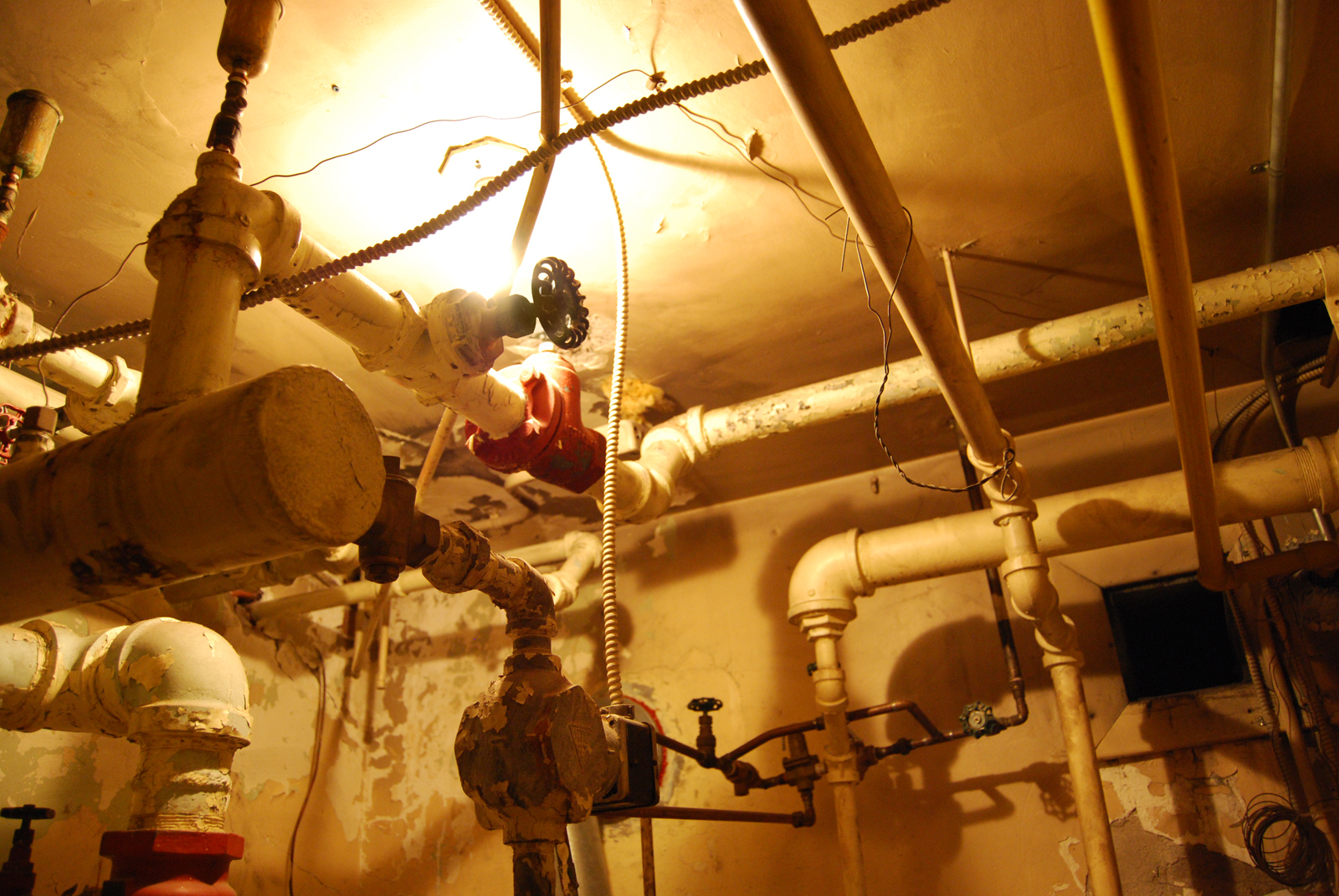
Một hệ thống đường ống thép cứng và van khóa phức tạp điều chỉnh lưu lượng đến các khu vực khác nhau của tòa nhà, với sự ưu tiên rõ ràng cho các đường ống uốn cong góc vuông và các tuyến đường ống vuông góc.

Hệ thống ống nước là bất kỳ hệ thống nào dẫn chất lỏng cho nhiều mục đích khác nhau. Hệ thống ống nước sử dụng các đường ống, van, thiết bị vệ sinh, bể chứa và các thiết bị khác để dẫn chất lỏng.  Hệ thống sưởi và làm mát (HVAC), loại bỏ chất thải và cung cấp nước uống là một số ứng dụng phổ biến nhất của hệ thống ống nước, nhưng nó không giới hạn ở các ứng dụng này.  Từ "Hệ thống ống nước" (plumbing) bắt nguồn từ tiếng Latin cho chì, plumbum, vì những đường ống hiệu quả đầu tiên được sử dụng trong thời kỳ La Mã là ống chì.
Ở các nước phát triển, cơ sở hạ tầng hệ thống ống nước đóng vai trò quan trọng đối với sức khỏe cộng đồng và vệ sinh.

## Lịch sử

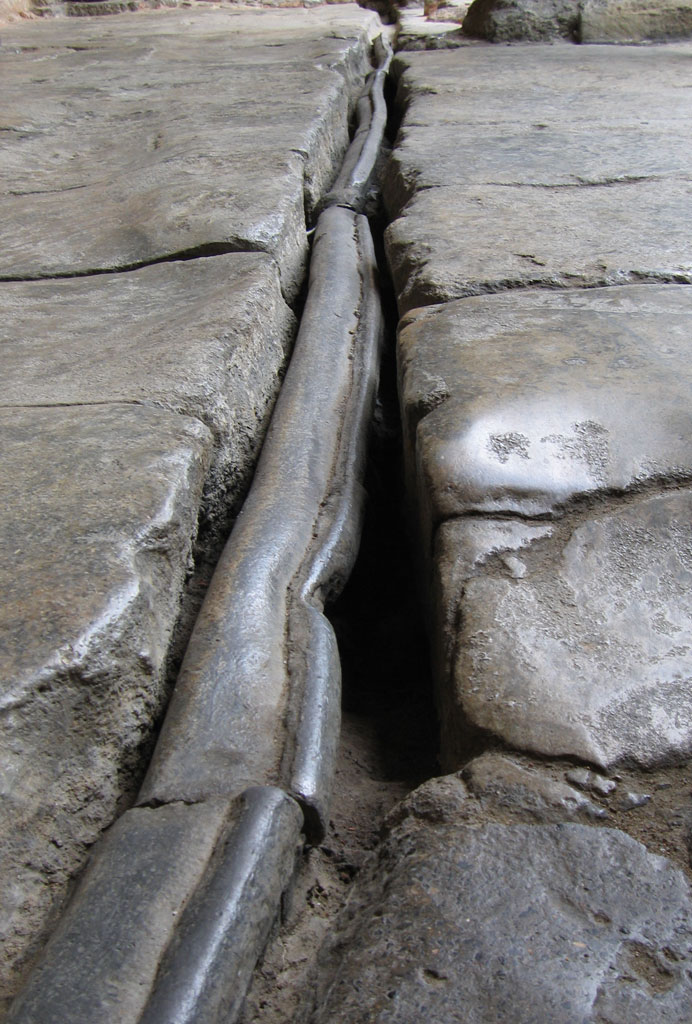
Ống chì La Mã có đường nối gấp, tại Nhà tắm La Mã ở Bath, Anh

Hệ thống cấp nước được bắt nguồn từ các nền văn minh cổ đại, khi họ phát triển các nhà tắm công cộng và cần cung cấp nước uống và loại bỏ nước thải cho số lượng lớn người hơn.
Người Mesopotamia đã giới thiệu với thế giới các đường ống cống đất sét vào khoảng năm 4000 trước Công nguyên, với những ví dụ sớm nhất được tìm thấy ở Đền Bel ở Nippur và Eshnunna,  được sử dụng để loại bỏ nước thải khỏi các địa điểm và thu thập nước mưa trong giếng. Thành phố Uruk có những ví dụ lâu đời nhất được biết đến về các nhà vệ sinh được xây dựng bằng gạch, được xây dựng trên các đường ống cống đất sét nung kết nối với nhau, vào khoảng năm 3200 trước Công nguyên. Các đường ống đất sét sau đó được sử dụng trong thành phố Hattusa của người Hittite. Chúng có các đoạn dễ dàng tháo rời và thay thế, và cho phép vệ sinh.
Các đường ống dẫn nước bằng đất sét được tiêu chuẩn hóa với các mặt bích rộng sử dụng nhựa đường để ngăn chảy nước đã xuất hiện trong các khu định cư đô thị của nền văn minh Thung lũng Indus vào khoảng năm 2700 trước Công nguyên.
Ống đồng xuất hiện ở Ai Cập vào khoảng năm 2400 trước Công nguyên, với Kim tự tháp Sahure và khu phức hợp đền thờ liền kề ở Abusir được tìm thấy được kết nối bằng một ống thoát nước bằng đồng.
Từ "plumber" (thợ sửa ống nước) bắt nguồn từ thời Đế chế La Mã. Trong tiếng Latin, plumbum nghĩa là chì. Mái nhà của người La Mã sử dụng chì trong ống dẫn và ống thoát nước, và một số mái nhà cũng được lợp bằng chì. Chì cũng được sử dụng để làm ống và bồn tắm.
Hệ thống cấp nước đạt đến đỉnh cao ban đầu ở La Mã cổ đại, với sự xuất hiện của các hệ thống dẫn nước, loại bỏ nước thải bằng gạch và sử dụng rộng rãi các đường ống dẫn bằng chì. Người La Mã đã sử dụng các dòng chữ trên ống dẫn bằng chì để ngăn chặn việc trộm nước. Với sự sụp đổ của Đế chế La Mã, cả nguồn cung cấp nước và vệ sinh đều trì trệ hoặc thụt lùi trong hơn 1000 năm. Sự cải thiện diễn ra rất chậm, với rất ít tiến bộ hiệu quả được thực hiện cho đến khi các thành phố đông dân hiện đại phát triển vào những năm 1800. Trong thời kỳ này, các cơ quan y tế công cộng bắt đầu thúc ép lắp đặt các hệ thống xử lý chất thải tốt hơn để ngăn ngừa hoặc kiểm soát các dịch bệnh. Trước đó, hệ thống xử lý chất thải bao gồm việc thu gom chất thải và đổ xuống đất hoặc sông. Cuối cùng, sự phát triển của các hệ thống nước và nước thải ngầm riêng biệt đã loại bỏ các rãnh cống rãnh và hố xí lộ thiên.
Ở Kilwa giàu có thời hậu cổ điển, người dân giàu có đã được hưởng thụ hệ thống cấp nước trong nhà trong những ngôi nhà bằng đá của họ.
Hầu hết các thành phố lớn ngày nay đều dẫn chất thải rắn đến các nhà máy xử lý nước thải để tách và làm sạch một phần nước trước khi đổ ra suối hoặc các nguồn nước khác. Đối với mục đích sử dụng nước uống, ống sắt mạ kẽm là phổ biến ở Hoa Kỳ từ cuối những năm 1800 đến khoảng năm 1960. Sau giai đoạn đó, ống đồng đã chiếm ưu thế, đầu tiên là ống đồng mềm với phụ kiện loe, sau đó là ống đồng cứng sử dụng phụ kiện hàn.
Việc sử dụng chì cho nước uống đã giảm mạnh sau Chiến tranh thế giới thứ hai do nhận thức ngày càng tăng về những nguy hiểm của ngộ độc chì. Vào thời điểm này, ống đồng đã được giới thiệu như một giải pháp thay thế tốt hơn và an toàn hơn cho ống chì.

## Hệ thống

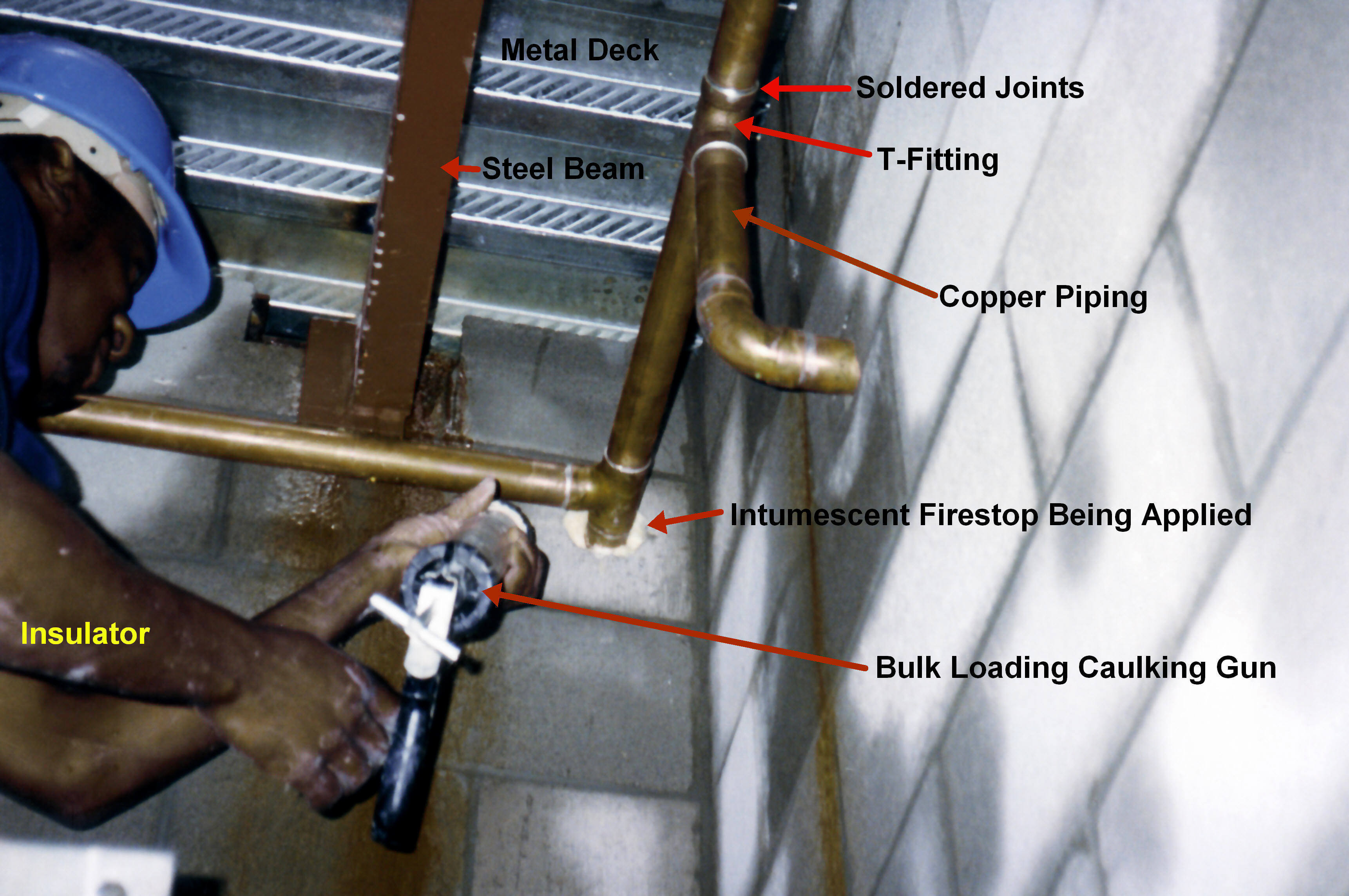
Hệ thống đường ống đồng trong tòa nhà

Các loại chính của hệ thống cấp nước hoặc hệ thống phụ là:
- Hệ thống cấp nước lạnh và nước nóng uống
- Hệ thống thông gió thoát nước
- Hệ thống nước thải và hệ thống tự hoại có hoặc không có hệ thống tuần hoàn nước nóng và hệ thống thu hồi và xử lý nước xám
- Hệ thống thoát nước mưa, nước mặt và nước ngầm
- Ống dẫn khí đốt
- Hệ thống thủy lực, tức là hệ thống sưởi và làm mát sử dụng nước để vận chuyển năng lượng nhiệt, như trong hệ thống sưởi ấm quận, chẳng hạn như hệ thống hơi nước của Thành phố New York.

## Ống nước

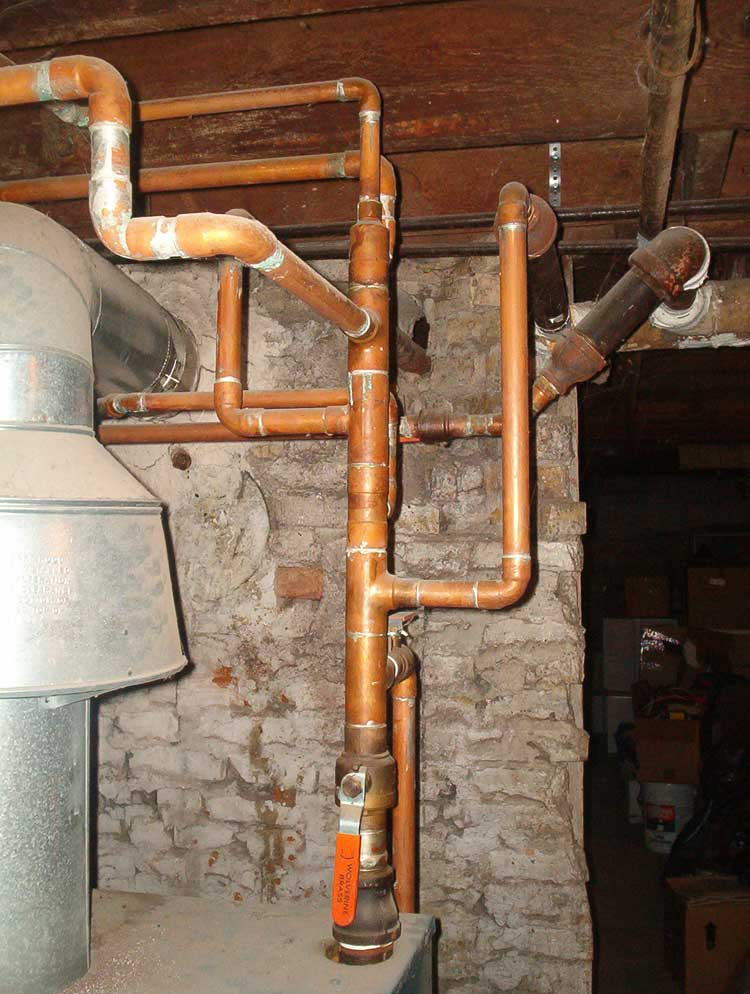
Hệ thống ống nước bằng đồng dùng trong hệ thống sưởi tản nhiệt

Ống nước là một loại ống hoặc ống dẫn, thường được làm bằng nhựa hoặc kim loại, được sử dụng để dẫn nước sạch đã được xử lý và tạo áp lực đến một tòa nhà (như một phần của hệ thống cấp nước đô thị), cũng như bên trong tòa nhà.

### Lịch sử

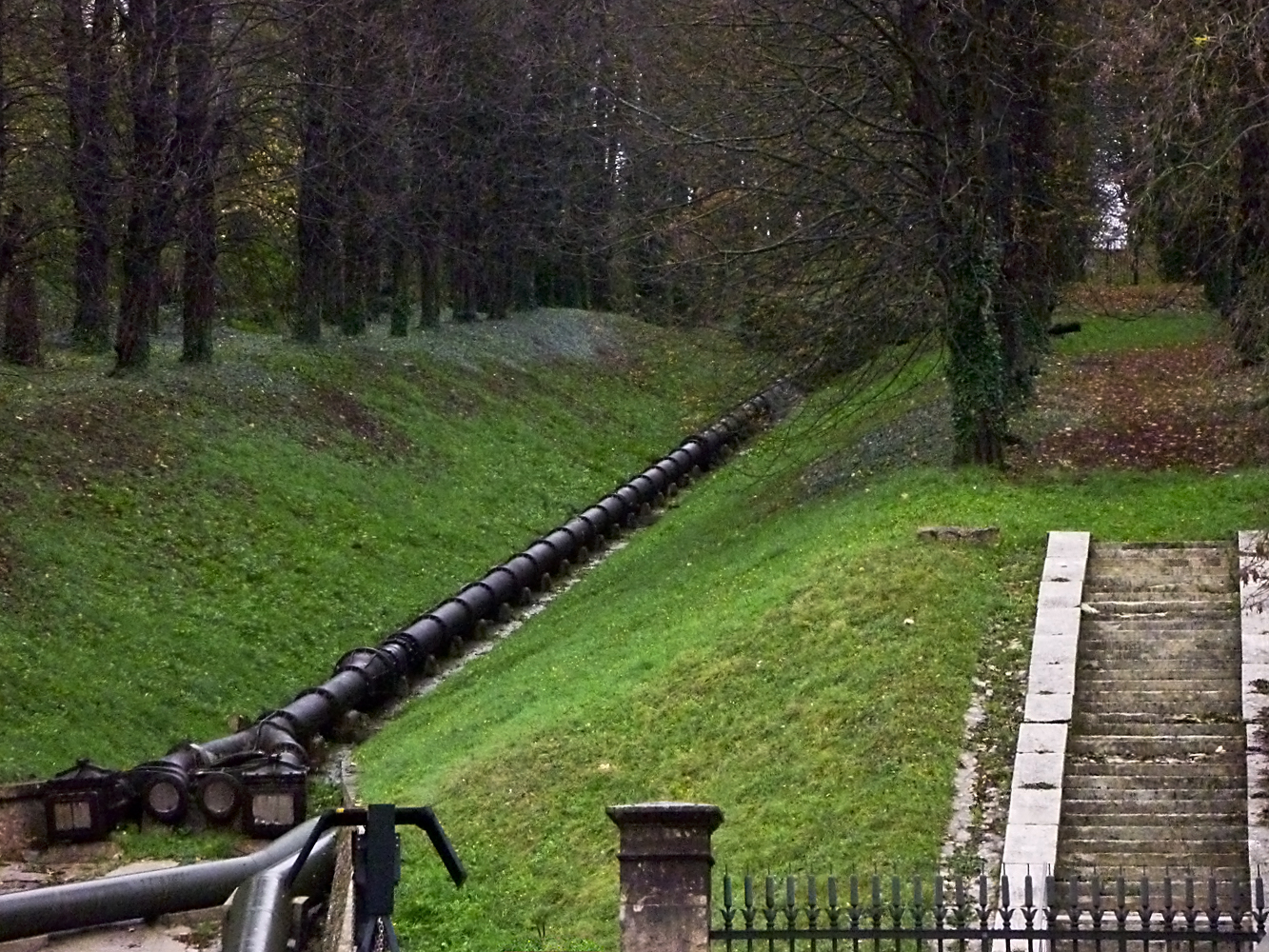
Ống nước cũ, tàn tích của Machine de Marly gần Versailles, Pháp

Chì là vật liệu được ưa chuộng cho ống nước trong nhiều thế kỷ vì khả năng uốn dẻo của nó giúp nó dễ dàng tạo thành hình dạng mong muốn. Việc sử dụng chì phổ biến đến mức từ "plumbing" (thợ sửa ống nước) bắt nguồn từ plumbum, từ tiếng Latin có nghĩa là chì. Đây là nguồn gây ra các vấn đề sức khỏe liên quan đến chì trong những năm trước khi các mối nguy hiểm về sức khỏe của việc ăn phải chì được hiểu đầy đủ; trong số đó có thai chết lưu và tỷ lệ tử vong trẻ sơ sinh cao. Ống nước bằng chì vẫn được sử dụng rộng rãi vào đầu thế kỷ 20 và vẫn còn tồn tại ở nhiều hộ gia đình. Thiếc-chì thường được sử dụng để nối ống đồng, nhưng thông lệ hiện đại sử dụng thiếc-antimon thay thế để loại bỏ nguy cơ nhiễm độc chì.
Mặc dù người La Mã thường sử dụng ống dẫn bằng chì, nhưng hệ thống dẫn nước của họ hiếm khi gây ngộ độc cho mọi người. Không giống như các nơi khác trên thế giới, nơi ống dẫn bằng chì gây ngộ độc, nước La Mã có rất nhiều canxi trong đó tạo thành một lớp mảng bám ngăn nước tiếp xúc với chính chì. Điều thường gây nhầm lẫn là một lượng lớn bằng chứng về ngộ độc chì lan rộng, đặc biệt là ở những người có thể dễ dàng tiếp cận với nước máy, một hậu quả đáng tiếc của việc sử dụng chì trong đồ nấu nướng và làm phụ gia cho thực phẩm và đồ uống đã qua chế biến (ví dụ như chất bảo quản trong rượu vang). Các dòng chữ trên ống dẫn bằng chì của La Mã cung cấp thông tin về chủ sở hữu để ngăn chặn việc trộm nước.
Ống gỗ được sử dụng ở London và những nơi khác trong thế kỷ 16 và 17. Các ống được làm từ những khúc gỗ rỗng được vát nhọn ở đầu với một lỗ nhỏ để nước chảy qua. Sau đó, nhiều ống được dán lại với nhau bằng mỡ động vật nóng. Ống gỗ được sử dụng ở Philadelphia, Boston và Montreal vào những năm 1800. Ống gỗ được xây dựng rộng rãi được sử dụng ở Hoa Kỳ trong thế kỷ 20. Những loại ống này (được sử dụng thay cho ống sắt gợn sóng hoặc ống bê tông cốt thép) được làm từ các đoạn cắt từ những khúc gỗ ngắn. Khóa các vòng liền kề bằng chốt dowel gỗ cứng tạo ra một cấu trúc linh hoạt. Khoảng 100.000 feet ống gỗ này đã được lắp đặt trong WW2 trong các cống thoát nước, cống bão và đường ống dẫn, dưới đường cao tốc và tại các trại quân đội, căn cứ hải quân, sân bay và nhà máy đạn dược.
Ống gang và ống gang dẻo trong thời gian dài là một lựa chọn thay thế rẻ hơn cho đồng trước khi có sự xuất hiện của vật liệu nhựa bền, nhưng phải sử dụng phụ kiện không dẫn điện đặc biệt ở những nơi chuyển đổi sang các ống kim loại khác (trừ phụ kiện đầu cuối) để tránh ăn mòn do phản ứng điện hóa giữa các kim loại khác nhau (xem tế bào galvanic).
Phụ kiện bằng đồng và các đoạn ống ngắn thường được sử dụng kết hợp với nhiều vật liệu khác nhau.

## Sự khác biệt giữa ống và ống dẫn

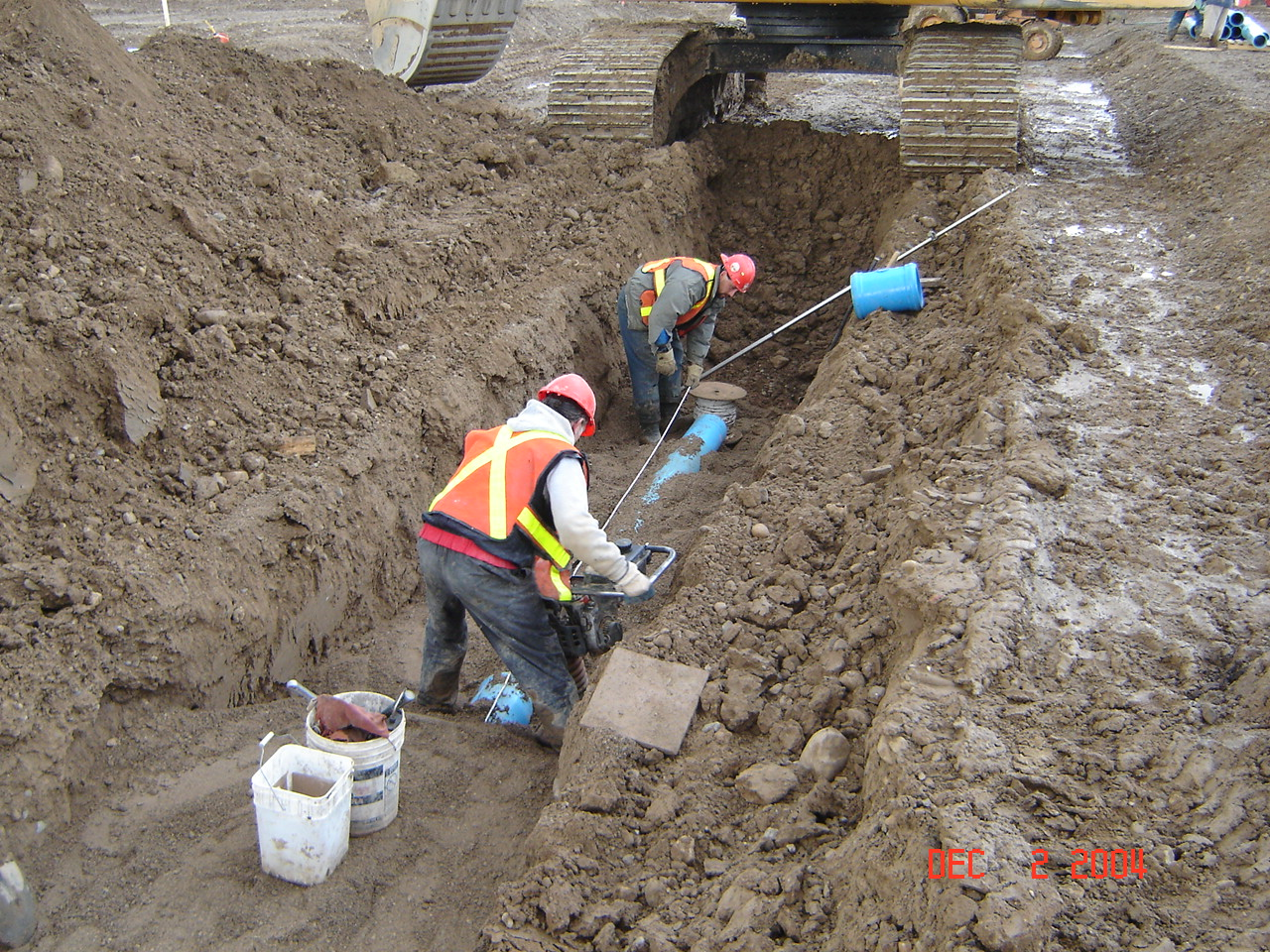
Đường ống nước đô thị PVC điển hình đang được lắp đặt ở Ontario, Canada

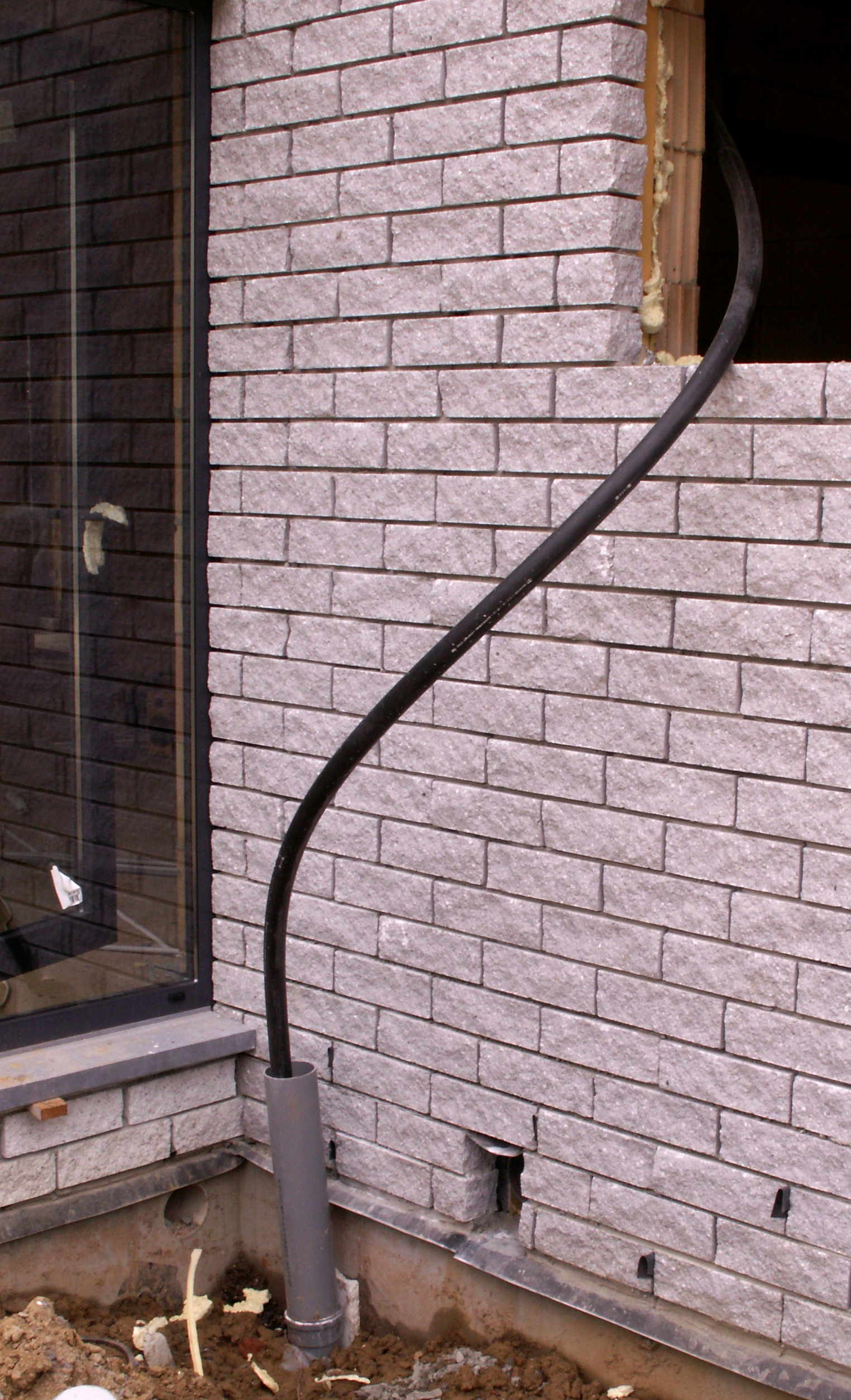
Một ống nước bằng nhựa đang được lắp đặt. Lưu ý rằng ống bên trong thực sự đang vận chuyển nước, trong khi ống bên ngoài chỉ đóng vai trò là vỏ bảo vệ.

Sự khác biệt giữa ống và ống dẫn là về kích thước. Ví dụ, ống PVC cho các ứng dụng cấp nước và ống thép mạ kẽm được đo bằng kích thước ống sắt (IPS). Ống đồng, CPVC, PeX và các loại ống dẫn khác được đo lường danh nghĩa, về cơ bản là đường kính trung bình. Các sơ đồ kích thước này cho phép thích ứng phổ quát các phụ kiện chuyển tiếp. Ví dụ, ống PeX 1/2 "có cùng kích thước với ống đồng 1/2". Ngược lại, ống PVC 1/2 "không có cùng kích thước với ống 1/2", do đó cần có bộ điều hợp nam hoặc nữ ren để kết nối chúng. Khi sử dụng trong tưới tiêu nông nghiệp, dạng đơn số "ống" thường được sử dụng như dạng số nhiều.
Ống có sẵn trong các khớp nối cứng, có nhiều độ dài khác nhau tùy thuộc vào vật liệu. Ống dẫn, đặc biệt là ống đồng, có sẵn trong các khớp nối cứng được tôi cứng hoặc cuộn được tôi mềm (ủ). Ống dẫn PeX và CPVC cũng có sẵn trong các khớp nối cứng hoặc cuộn linh hoạt. Độ cứng của đồng, cho dù đó là khớp nối cứng hay cuộn linh hoạt, đều không ảnh hưởng đến kích thước.
Độ dày của thành ống và ống dẫn nước có thể khác nhau. Vì ống và ống dẫn là hàng hóa, nên có độ dày thành lớn hơn có nghĩa là chi phí ban đầu cao hơn. Ống có thành dày hơn thường có độ bền cao hơn và khả năng chịu áp lực cao hơn. Độ dày thành ống được biểu thị bằng các lịch trình khác nhau hoặc đối với ống polyethylene có đường kính lớn ở Vương quốc Anh theo Tỷ lệ kích thước tiêu chuẩn (SDR), được định nghĩa là tỷ lệ đường kính ống với độ dày thành ống. Độ dày thành ống tăng theo lịch trình và có sẵn trong các lịch trình 20, 40, 80 và cao hơn trong các trường hợp đặc biệt. Lịch trình phần lớn được xác định bởi áp suất hoạt động của hệ thống, với áp suất cao hơn thì độ dày lớn hơn. Ống đồng có sẵn với bốn độ dày thành: loại DWV (thành mỏng nhất; chỉ được phép sử dụng làm ống thoát nước theo UPC), loại 'M' (mỏng; thông thường chỉ được phép sử dụng làm ống thoát nước theo mã IPC), loại 'L' (dày hơn, nhiệm vụ tiêu chuẩn cho đường ống nước và dịch vụ nước) và loại 'K' (dày nhất, thường được sử dụng dưới lòng đất giữa đường chính và đồng hồ đo).
Độ dày thành không ảnh hưởng đến kích thước ống hoặc ống dẫn. Ống đồng L 1/2" có đường kính ngoài tương đương với ống đồng K hoặc M 1/2". Điều tương tự cũng áp dụng cho các lịch trình ống. Do đó, khi độ dày thành tăng lên, tổn thất áp lực sẽ tăng lên một chút do đường dẫn dòng chảy giảm. Nói cách khác, 1 foot ống đồng L 1/2" có thể tích hơi ít hơn 1 foot ống đồng M 1/2".

### Nguyên vật liệu
Các hệ thống cấp nước thời cổ đại dựa vào trọng lực để cung cấp nước, sử dụng các đường ống hoặc kênh dẫn thường được làm bằng đất sét, chì, tre, gỗ hoặc đá. Các khúc gỗ rỗng được bọc trong băng thép được sử dụng làm ống dẫn nước, đặc biệt là đường ống dẫn nước chính. Các khúc gỗ được sử dụng để phân phối nước ở Anh cách đây gần 500 năm. Các thành phố ở Hoa Kỳ bắt đầu sử dụng các khúc gỗ rỗng vào cuối những năm 1700 và trong những năm 1800. Ngày nay, hầu hết các ống cấp nước được làm bằng thép, đồng và nhựa; hầu hết các ống thải (còn được gọi là "ống đất") được làm bằng thép, đồng, nhựa và gang.
Các đoạn thẳng của hệ thống cấp nước và thoát nước được gọi là "ống" hoặc "ống dẫn". Ống thường được tạo thành thông qua quá trình đúc hoặc hàn, trong khi ống dẫn được tạo thành thông qua quá trình đùn. Ống thường có thành dày hơn và có thể được ren hoặc hàn, trong khi ống dẫn có thành mỏng hơn và yêu cầu các kỹ thuật nối đặc biệt như hàn mạnh, phụ kiện nén, ép hoặc đối với nhựa, hàn dung môi. Các kỹ thuật nối này được thảo luận chi tiết hơn trong bài viết về phụ kiện ống và phụ kiện cấp nước.

#### Thép
Ống cấp và phân phối nước uống bằng thép mạ kẽm thường được tìm thấy với kích thước ống danh nghĩa từ  3⁄8 inch (9,5 mm) đến 2 inch (51 mm). Nó hiếm khi được sử dụng ngày nay cho hệ thống cấp nước dân dụng xây dựng mới. Ống thép có ren ống tiêu chuẩn National Pipe Thread (NPT), kết nối với ren ống côn cái trên cút, tê, nối ống, van và các phụ kiện khác. Thép mạ kẽm (thường được gọi đơn giản là "galv" hoặc "iron" trong ngành công nghiệp cấp nước) tương đối đắt và khó làm việc do trọng lượng và yêu cầu của máy cắt ren ống. Nó vẫn được sử dụng phổ biến để sửa chữa các hệ thống "galv" hiện có và đáp ứng các yêu cầu về khả năng chống cháy của mã xây dựng thường được tìm thấy trong khách sạn, chung cư và các ứng dụng thương mại khác. Nó cũng cực kỳ bền và chống chịu được sự lạm dụng cơ học. Ống thép sơn đen là vật liệu ống được sử dụng rộng rãi nhất cho hệ thống phun nước chữa cháy và khí đốt tự nhiên.
Hầu hết các hệ thống nhà ở gia đình thông thường sẽ không yêu cầu đường ống cấp lớn hơn  3⁄4 inch (19 mm) do chi phí cũng như xu hướng tắc nghẽn của đường ống thép do rỉ sét bên trong và các chất khoáng lắng đọng trên bên trong của ống theo thời gian sau khi lớp mạ kẽm bên trong bị xuống cấp. Trong dịch vụ phân phối nước uống, ống thép mạ kẽm có tuổi thọ khoảng 30 đến 50 năm, mặc dù không có gì lạ khi nó có tuổi thọ ngắn hơn ở những khu vực có chất gây ô nhiễm nước ăn mòn.

#### Đồng
Ống và ống dẫn bằng đồng được sử dụng rộng rãi cho các hệ thống cấp nước gia đình trong nửa sau thế kỷ 20. Nhu cầu về các sản phẩm bằng đồng đã giảm do giá đồng tăng mạnh, dẫn đến nhu cầu tăng đối với các sản phẩm thay thế bao gồm PEX và thép không gỉ.

#### Nhựa

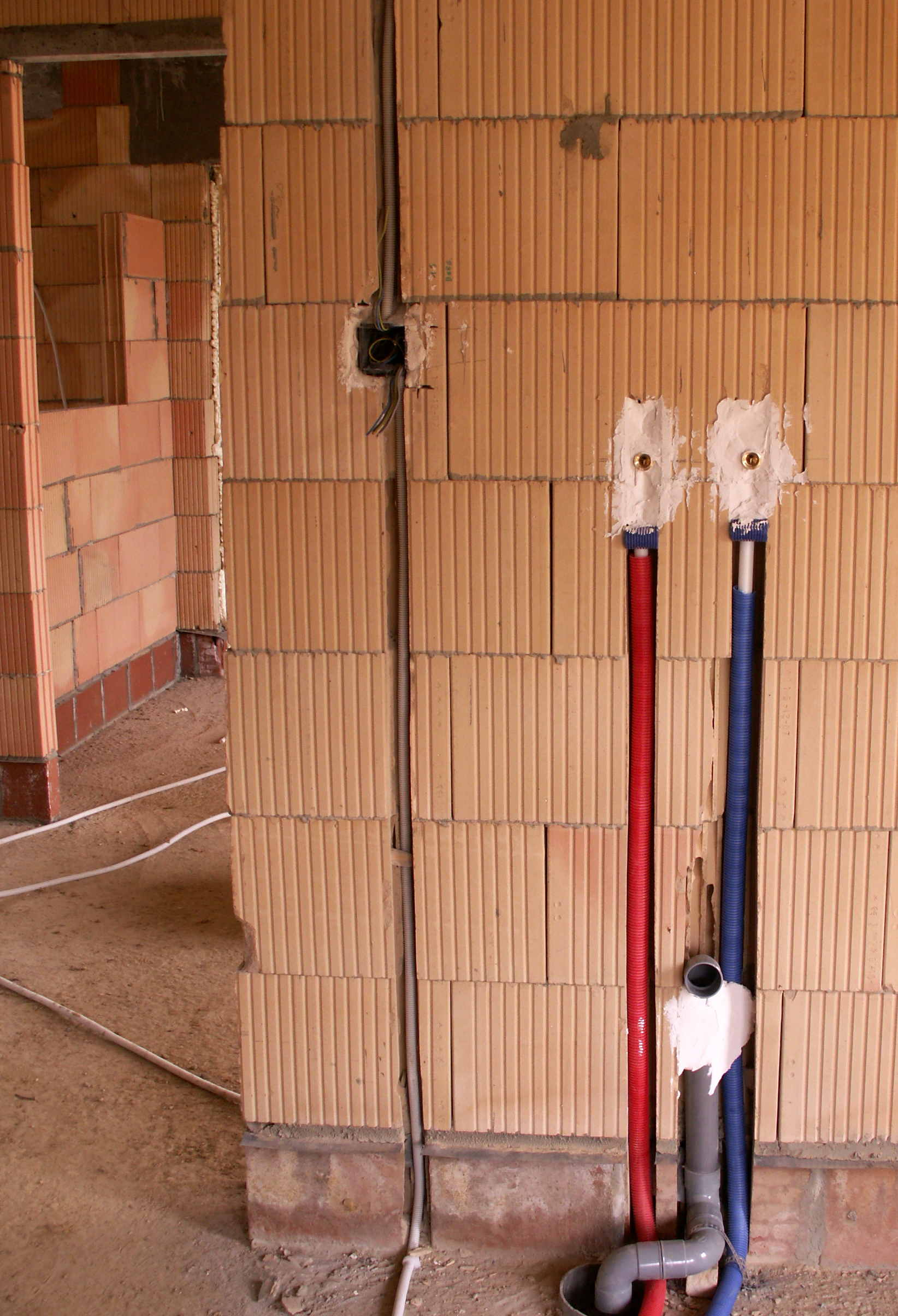
Ống nhựa cấp nóng lạnh cho bồn rửa

Ống nhựa được sử dụng rộng rãi cho cấp nước sinh hoạt và ống thoát nước thải (DWV). Các loại chính bao gồm: Polyvinyl chloride (PVC) được sản xuất thử nghiệm vào thế kỷ 19 nhưng không được thực tế để sản xuất cho đến năm 1926, khi Waldo Semon của BF Goodrich Co. phát triển một phương pháp để dẻo hóa PVC, giúp nó dễ dàng xử lý hơn. Ống PVC bắt đầu được sản xuất vào những năm 1940 và được sử dụng rộng rãi cho ống thoát nước thải trong quá trình tái thiết Đức và Nhật Bản sau Thế chiến II. Vào những năm 1950, các nhà sản xuất nhựa ở Tây Âu và Nhật Bản bắt đầu sản xuất ống acrylonitrile butadiene styrene (ABS). Phương pháp sản xuất polyethylene liên kết chéo (PEX) cũng được phát triển vào những năm 1950. Ống cấp nước bằng nhựa đã trở nên ngày càng phổ biến, với nhiều loại vật liệu và phụ kiện được sử dụng.
- PVC/CPVC – Ống nhựa cứng tương tự như ống thoát nước PVC nhưng có thành dày hơn để chịu được áp lực nước đô thị, được giới thiệu vào khoảng năm 1970. PVC là viết tắt của polyvinyl chloride, và nó đã trở thành vật liệu thay thế phổ biến cho ống kim loại. PVC chỉ nên được sử dụng cho nước lạnh hoặc để thông gió. CPVC có thể được sử dụng cho cấp nước uống nóng và lạnh. Các kết nối được thực hiện bằng sơn lót và chất kết dính dung môi theo yêu cầu của mã quy định.[31]
- PP – Vật liệu này được sử dụng chủ yếu trong đồ gia dụng, bao bì thực phẩm và thiết bị y tế,[32] nhưng kể từ đầu những năm 1970 đã được sử dụng ngày càng nhiều trên toàn thế giới cho cả nước nóng và lạnh trong gia đình. Ống PP được nung nóng để kết nối, không phù hợp để sử dụng keo, dung môi hoặc phụ kiện cơ học. Ống PP thường được sử dụng trong các dự án xây dựng xanh.[33]
- PBT – Ống nhựa linh hoạt (thường có màu xám hoặc đen) được gắn vào các phụ kiện có gai và cố định tại chỗ bằng vòng kẹp đồng. Nhà sản xuất chính của ống và phụ kiện PBT đã bị phá sản do một vụ kiện tập thể về sự thất bại của hệ thống này. Tuy nhiên, ống PB và PBT đã quay trở lại thị trường và mã quy định, thường là đầu tiên cho "vị trí lộ thiên" như các đường ống đứng.
- PEX – Hệ thống polyethylene liên kết chéo với các phụ kiện nối cơ học sử dụng các gai và vòng thép hoặc đồng được kẹp.
- Polytanks – Bồn chứa polyethylene bằng nhựa, bể nước ngầm, bể nước trên cao, thường được làm bằng polyethylene tuyến tính phù hợp làm bể chứa nước uống, có màu trắng, đen hoặc xanh lục.
- Aqua – Được gọi là PEX-Al-PEX, vì nó có cấu tạo sandwich PEX/nhôm, bao gồm ống nhôm được kẹp giữa các lớp PEX và được kết nối với các phụ kiện nén bằng đồng được sửa đổi. Năm 2005, nhiều phụ kiện này đã bị thu hồi.

Hệ thống cấp nước hiện nay sử dụng một mạng lưới các máy bơm áp suất cao và các đường ống trong các tòa nhà hiện được làm bằng đồng, đồng thau, nhựa (đặc biệt là polyethylene liên kết chéo gọi là PEX, được ước tính được sử dụng trong 60% nhà ở gia đình), hoặc các vật liệu không độc hại khác. Do độc tính của nó, hầu hết các thành phố đã chuyển từ việc sử dụng ống dẫn nước bằng chì vào những năm 1920 ở Hoa Kỳ, mặc dù ống dẫn bằng chì vẫn được phê duyệt bởi các quy định về cấp nước quốc gia cho đến những năm 1980, và chì được sử dụng trong hàn ống nước cho nước uống cho đến khi nó bị cấm vào năm 1986. Đường thoát nước và thông gió được làm bằng nhựa, thép, gang hoặc chì.

## Các thành phần
Ngoài các đoạn ống hoặc ống dẫn, các phụ kiện đường ống như van, khuỷu, tê và nối ống được sử dụng trong hệ thống cấp nước.. Ống và phụ kiện được giữ cố định bằng giá đỡ và dây đai ống.
Thiết bị vệ sinh là các thiết bị có thể thay thế sử dụng nước và có thể được kết nối với hệ thống cấp nước của tòa nhà. Chúng được coi là "đồ đạc cố định", vì chúng là các bộ phận bán cố định của tòa nhà, thường không được sở hữu hoặc bảo trì riêng biệt. Thiết bị vệ sinh được nhìn thấy và được thiết kế cho người dùng cuối. Một số ví dụ về đồ đạc cố định bao gồm nhà vệ sinh (còn được gọi là bồn cầu), bệ tiểu, bồn tiểu, vòi hoa sen, bồn tắm, bồn rửa tiện ích và nhà bếp, vòi uống nước, máy làm đá, máy tạo độ ẩm, máy rửa không khí, đài phun nước và trạm rửa mắt.

### Chất bịt kín
Các mối nối ống có ren được niêm phong bằng băng niêm phong ren hoặc keo dán ống. Nhiều thiết bị sửa ống nước được niêm phong với bề mặt gắn của chúng bằng putty của thợ sửa ống nước.

## Thiết bị và dụng cụ

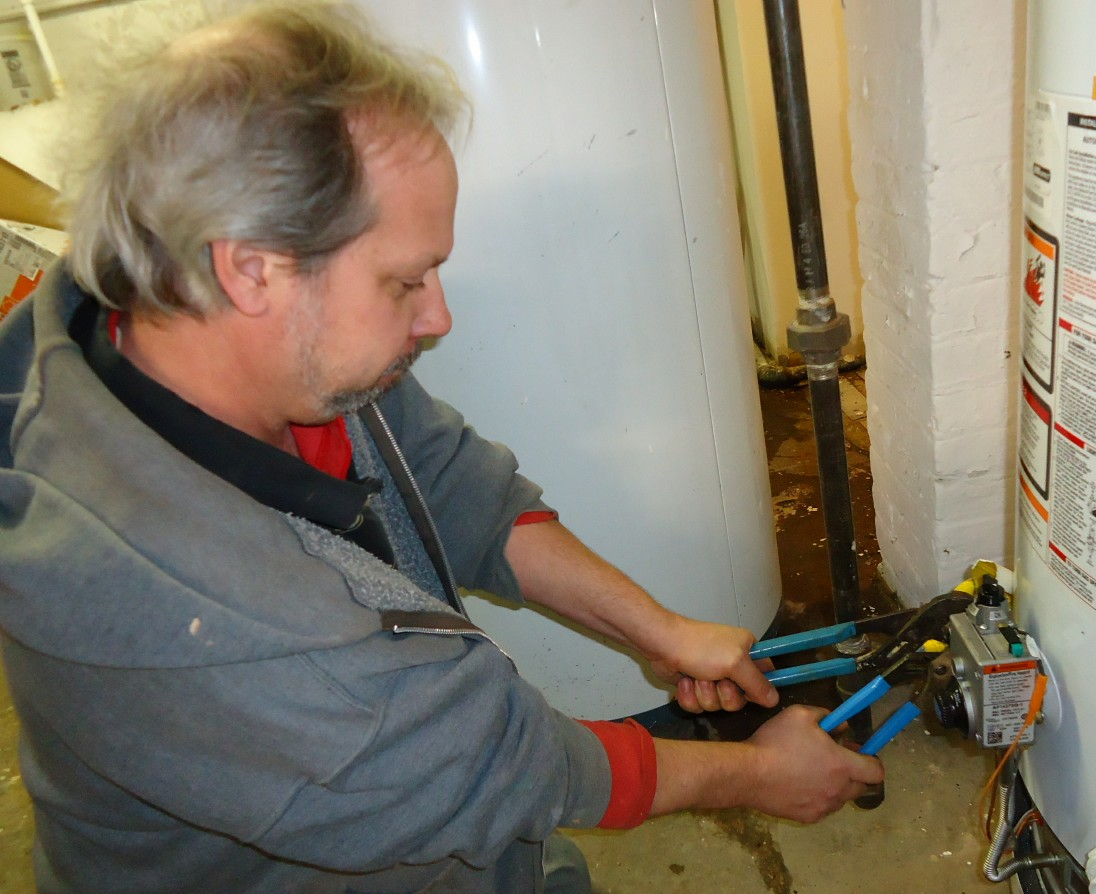
Một thợ sửa ống nước đang siết chặt ống nối trên đường cấp khí đốt

Thiết bị sửa ống nước bao gồm các thiết bị thường được đặt sau tường hoặc trong các không gian tiện ích mà công chúng không nhìn thấy. Nó bao gồm đồng hồ nước, máy bơm, bình giãn nở, thiết bị chống dòng chảy ngược, bộ lọc nước, đèn khử trùng UV, máy làm mềm nước, máy nước nóng, bộ trao đổi nhiệt, đồng hồ đo và hệ thống điều khiển.
Có rất nhiều dụng cụ mà một thợ sửa ống nước cần để thực hiện công việc sửa ống nước tốt. Trong khi nhiều công việc sửa ống nước đơn giản có thể được hoàn thành với một số dụng cụ cầm tay thông dụng, thì các công việc phức tạp hơn khác yêu cầu các dụng cụ chuyên dụng, được thiết kế đặc biệt để làm cho công việc dễ dàng hơn.
Các dụng cụ sửa ống nước chuyên dụng bao gồm cờ lê ống, kìm mỏ lết, kẹp ống, máy uốn ống, máy cắt ống, khuôn và các dụng cụ nối như đèn hàn và dụng cụ uốn. Các công cụ mới đã được phát triển để giúp thợ sửa ống nước khắc phục các vấn đề một cách hiệu quả hơn. Ví dụ, thợ sửa ống nước sử dụng máy quay video để kiểm tra các vết rò rỉ ẩn hoặc các vấn đề khác; họ cũng sử dụng tia nước và máy bơm thủy lực áp suất cao được kết nối với cáp thép để thay thế đường ống cống không cần đào.
Lũ lụt do mưa lớn hoặc cống bị tắc có thể yêu cầu thiết bị chuyên dụng, chẳng hạn như xe tải bơm hút hạng nặng được thiết kế để hút chân không nước thải.

## Các vấn đề
Vi khuẩn đã được chứng minh là có thể sống trong "hệ thống ống nước trong nhà". Hệ thống ống nước trong nhà là "hệ thống đường ống và đồ đạc bên trong tòa nhà vận chuyển nước đến vòi sau khi được cơ sở hạ tầng cấp nước cung cấp". Các hệ thống cấp nước cộng đồng đã được biết đến trong nhiều thế kỷ là nguyên nhân gây ra các bệnh lây truyền qua đường nước như thương hàn và tả. Tuy nhiên, "các mầm bệnh cơ hội trong hệ thống ống nước trong nhà" chỉ mới được nhận ra gần đây: Legionella pneumophila, được phát hiện vào năm 1976, Mycobacterium avium và Pseudomonas aeruginosa là những vi khuẩn được theo dõi phổ biến nhất, những người có hệ miễn dịch suy giảm có thể hít hoặc ăn phải và có thể bị nhiễm trùng.
Một số vị trí mà các mầm bệnh cơ hội này có thể phát triển bao gồm vòi nước, đầu vòi hoa sen, máy nước nóng và dọc theo thành ống. Lý do thuận lợi cho sự phát triển của chúng là "tỷ lệ diện tích bề mặt trên thể tích cao, ứ đọng không liên tục, dư lượng chất khử trùng thấp và chu kỳ làm nóng". Tỷ lệ diện tích bề mặt trên thể tích cao, nghĩa là diện tích bề mặt tương đối lớn cho phép vi khuẩn hình thành lớp màng sinh học, bảo vệ chúng khỏi quá trình khử trùng.

## Quy định

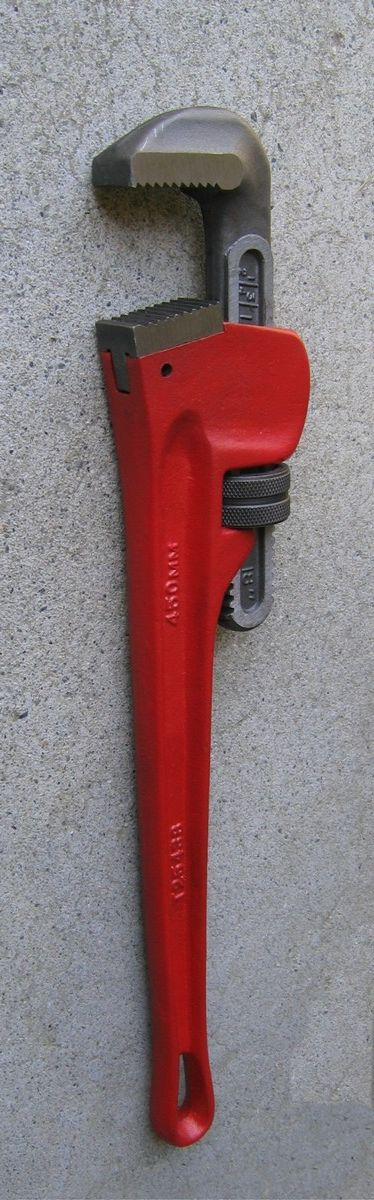
Cờ lê ống để giữ và xoay ống

Hầu hết các công việc sửa ống nước ở khu vực đông dân đều được quản lý bởi các cơ quan chính phủ hoặc bán chính phủ do tác động trực tiếp đến sức khỏe, sự an toàn và phúc lợi của cộng đồng. Công việc lắp đặt và sửa chữa ống nước tại nhà ở và các tòa nhà khác nói chung phải được thực hiện theo các quy định về sửa ống nước và xây dựng để bảo vệ người dân trong các tòa nhà và đảm bảo chất lượng xây dựng an toàn cho người mua tương lai. Nếu cần có giấy phép cho công việc, các nhà thầu sửa ống nước thường sẽ xin phép cơ quan chức năng thay mặt cho chủ nhà hoặc chủ tòa nhà.

### Châu Úc
Ở Úc, cơ quan quản lý nhà nước về quy định sửa ống nước là Hội đồng Quy tắc Xây dựng Quốc gia Úc (ABCB). ABCB chịu trách nhiệm tạo ra Bộ Quy tắc Xây dựng Quốc gia (NCC), trong đó Quy định Sửa ống nước 2008 và Bộ Quy tắc Sửa ống nước Úc, thuộc Tập 3 của NCC thuộc về lĩnh vực sửa ống nước.
Mỗi Chính phủ cấp tiểu bang đều có Cơ quan quản lý và quy định riêng về việc cấp phép hành nghề thợ sửa ống nước. Họ cũng chịu trách nhiệm giải thích, quản lý và thực thi các quy định được nêu trong Bộ quy tắc xây dựng quốc gia (NCC). Các Cơ quan này thường được thành lập với mục đích duy nhất là điều chỉnh hoạt động sửa ống nước ở các tiểu bang/lãnh thổ tương ứng. Tuy nhiên, một số quy định cấp tiểu bang đã khá lỗi thời, một số vẫn hoạt động dựa trên các chính sách địa phương được đưa ra cách đây hơn một thập kỷ. Điều này đã dẫn đến sự gia tăng các vấn đề liên quan đến quy định sửa ống nước không được quy định trong chính sách hiện hành, và do đó, nhiều chính sách hiện đang được cập nhật để giải quyết các vấn đề hiện đại hơn này. Các cập nhật bao gồm thay đổi đối với yêu cầu kinh nghiệm và đào tạo tối thiểu để cấp phép, tiêu chuẩn công việc bổ sung cho các loại sửa ống nước mới và cụ thể hơn, cũng như việc áp dụng Bộ quy tắc sửa ống nước của Úc vào các quy định của tiểu bang trong nỗ lực chuẩn hóa các quy định sửa ống nước trên toàn quốc.

### Na Uy
Ở Na Uy, hệ thống ống nước dân dụng mới được lắp đặt kể từ năm 1997 phải đáp ứng yêu cầu là phải dễ dàng tiếp cận để thay thế sau khi lắp đặt. Điều này đã dẫn đến việc phát triển hệ thống ống trong ống như một yêu cầu thực tế đối với hệ thống ống nước dân dụng.

### Vương quốc Anh
Tại Vương quốc Anh, cơ quan chuyên môn là Viện Kỹ thuật Ống nước và Sưởi ấm Hoàng gia (tổ chức từ thiện giáo dục) và đúng là nghề này vẫn hầu như không có sự quản lý nào; không có hệ thống nào được thiết lập để theo dõi hoặc kiểm soát hoạt động của thợ sửa ống nước không có trình độ hoặc những chủ nhà chọn tự thực hiện các công việc lắp đặt và bảo trì, mặc dù có các vấn đề về sức khỏe và an toàn phát sinh từ các công việc đó khi chúng được thực hiện không chính xác; xem Health Aspects of Plumbing (HAP) được xuất bản chung bởi Tổ chức Y tế Thế giới (WHO) và Hội đồng Ống nước Thế giới (WPC). WPC sau đó đã bổ nhiệm một đại diện cho Tổ chức Y tế Thế giới để thực hiện các dự án khác nhau liên quan đến các khía cạnh sức khỏe của hệ thống ống nước.

### Hoa Kỳ
Tại Hoa Kỳ, quy định về hệ thống ống nước và cấp phép hành nghề thường được kiểm soát bởi chính quyền cấp tiểu bang và địa phương. Ở cấp quốc gia, Cơ quan Bảo vệ Môi trường đã đặt ra các hướng dẫn về những gì cấu thành phụ kiện và đường ống hệ thống ống nước không chì, để tuân thủ Đạo luật Nước uống An toàn.
Một số Tiêu chuẩn được sử dụng rộng rãi ở Hoa Kỳ là
- ASME A112.6.3 - Máng thoát sàn và máng thoát rãnh
- ASME A112.6.4 - Máng thoát mái, sàn và ban công
- ASME A112.18.1/CSA B125.1 - Phụ kiện cấp nước
- ASME A112.19.1/CSA B45.2 - Thiết bị vệ sinh bằng gang tráng men và thép tráng men
- ASME A112.19.2/CSA B45.1 - Thiết bị vệ sinh bằng sứ